# O fermă trăsnită
O fermă trăsnită este un film de animație din 2004, produs de Walt Disney Feature Animation și lansat inițial la de către Walt Disney Pictures. Premiera românească a avut loc pe 24 septembrie 2004, în varianta subtitrată, filmul fiind distribuit de Glob Com Media, de asemenea fiind disponibil și pe suport DVD, distribuit de Prooptiki România.
În limba română Dalma Kovacs interpretează o parte a melodiilor de pe coloana sonoră a animației, iar Cosmin Seleși îi va da voce lui Buck. 

## Prezentare
Personajele sunt animăluțele de la o fermă ce se află în pericol de a intra în mâna unui lacom fără scrupule, Alameda Slim. Cele trei văcuțe cu inițiativă i se împotrivesc împreună cu armăsarului Buck. În apărarea fermei, animăluțele pornesc într-o aventură inedită, căreia i se alătură vânătorul misterios pe nume Rico, care are interesul propriu de a-l captura pe răutăciosul Slim și de a face rost de banii de recompensă.